# Brigido de Sousa

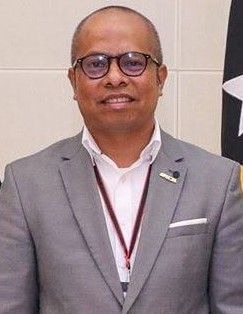
Brigido de Sousa (2019)

Brigido de Sousa († 27. August 2024) war ein osttimoresischer Finanzexperte. 2011 wurde Sousa von Präsident Francisco Guterres zum ersten Vorstandsvorsitzenden und Chief Executive Officer der Banco Nacional de Comércio de Timor-Leste ernannt. Zuvor arbeitete Sousa bei der Asiatischen Entwicklungsbank (ADB).
2023 wurde Sousa die Medalha de Mérito verliehen.